# Токарев, Сергей Дмитриевич

«Седовцы» слева направо: помощник капитана В. Х. Буйницкий, врач А. П. Соболевский, кок П. В. Мегер, радист Н. М. Бекасов, механик С. Д. Токарев. 1 сентября 1938 − 12 января 1940 гг.

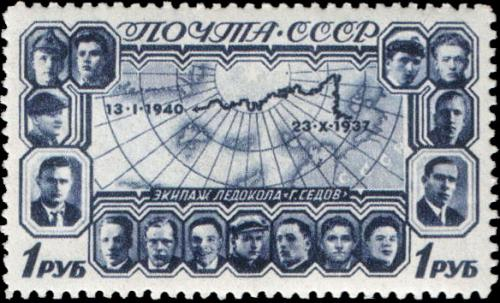
Экипаж ледокола «Георгий Седов»

Сергей Дмитревич Токарев (1906—1996) — второй механик ледокольного парохода «Георгий Седов» Главсевморпути, мичман. Герой Советского Союза (1940).

## Биография
Родился 6 сентября 1906 года в городе Вольске ныне Саратовской области в семье рабочего. Русский.
Окончил 7 классов. Рано лишившись родителей, воспитывался в детских домах Вольска и Костромы. Работал на цементном заводе «Большевик», затем ходил в плавания на судах транспортного флота на Севере.
Член ВКП(б)/КПСС с 1943 года. В должности второго механика ледокольного парохода «Георгий Седов» Сергей Токарев участвовал в арктическом дрейфе во льдах Северного Ледовитого океана.
Когда 26 сентября 1938 года судно получило пробоину, Сергей Токарев вместе с машинистом Николаем Шарыповым по очереди спускались в машинное отделение и в ледяной воде сумели заделать пробоину большим куском пакли, пропитанной машинным маслом.
Участник советско-японской войны 1945 года. После её окончания работал в Министерстве морского флота СССР.
Жил в городе Москве. Умер 7 октября 1996 года. Похоронен в колумбарии Ваганьковского кладбища в Москве (секция № 33а).

## Награды
- Указом Президиума Верховного Совета СССР от 3 февраля 1940 года «за проведение героического дрейфа, выполнение обширной программы исследований в трудных условиях Арктики и проявленное при этом мужество и настойчивость» второму механику ледокольного парохода «Георгий Седов» Токареву Сергею Дмитриевичу присвоено звание Героя Советского Союза с вручением ордена Ленина и медали «Золотая Звезда» (№ 230). Согласно этому же Указу ему была вручена денежная премия в сумме 25000 рублей.
- Награждён орденом Отечественной войны 1-й степени (1985), медалями.
- Почётный полярник СССР.